# Новосёлка (Вознесенский район)
Новосёлка (укр. Новосілка) — посёлок в Вознесенском районе Николаевской области Украины.
Основано в 1890 году. Население по переписи 2001 года составляло 711 человек. Почтовый индекс — 56560. Телефонный код — 5134. Занимает площадь 1,315 км².

## История
Бывший немецкий католический хутор Ней-Америка.
В 1946 году указом ПВС УССР хутор Новая Америка переименован в Новосёлку.

## Местный совет
56560, Николаевская обл., Вознесенский р-н, с. Новосёлка, ул. Центральная, 12